# Akalkumpi, Gangawati
Akalkumpi là một làng thuộc tehsil Gangawati, huyện Koppal, bang Karnataka, Ấn Độ.